# Cabo Leal
El cabo Leal (en inglés: Cape Dolphin) es un cabo largo y angosto que se proyecta en dirección a la roca Remolinos, y que marca el punto más boreal de la isla Soledad del archipiélago de las Malvinas. También es el punto más boreal de las dos islas principales, ya que islas más pequeñas como las islas Sebaldes están más al norte. Se encuentra al norte de la Bahía Sucia y la Ensenada del Norte.
Además, este accidente geográfico es uno de los puntos que determinan las líneas de base de la República Argentina, a partir de las cuales se miden los espacios marítimos que rodean al archipiélago.